# Ponte Nossa
Ponte Nossa – miejscowość i gmina we Włoszech, w regionie Lombardia, w prowincji Bergamo.
Według danych na styczeń 2009 gminę zamieszkiwało 1930 osób przy gęstości zaludnienia 350,9 os./1 km².